# Грінвілл (Мічиган)
Грінвілл (англ. Greenville) — місто (англ. city) в США, в окрузі Монткам штату Мічиган. Населення — 8816 осіб (2020).

## Географія
Грінвілл розташований за координатами 43°10′47″ пн. ш. 85°15′14″ зх. д. / 43.17972° пн. ш. 85.25389° зх. д. (43.179635, -85.253976).  За даними Бюро перепису населення США в 2010 році місто мало площу 17,28 км², з яких 16,42 км² — суходіл та 0,85 км² — водойми.

## Демографія
Згідно з переписом 2010 року, у місті мешкала 8481 особа в 3464 домогосподарствах у складі 2138 родин. Густота населення становила 491 особа/км².  Було 3826 помешкань (221/км²).
Расовий склад населення:
| - 94,3 % — білих - 0,7 % — азіатів - 0,5 % — корінних американців - 0,3 % — чорних або афроамериканців - 0,1 % — вихідців з тихоокеанських островів - 1,8 % — осіб інших рас |

До двох чи більше рас належало 2,4 %. Частка іспаномовних становила 4,9 % від усіх жителів.
За віковим діапазоном населення розподілялося таким чином: 26,6 % — особи молодші 18 років, 58,2 % — особи у віці 18—64 років, 15,2 % — особи у віці 65 років та старші. Медіана віку мешканця становила 34,7 року. На 100 осіб жіночої статі у місті припадало 89,3 чоловіків;  на 100 жінок у віці від 18 років та старших — 85,7 чоловіків також старших 18 років.
Середній дохід на одне домашнє господарство  становив 43 201 долар США (медіана — 31 600), а середній дохід на одну сім'ю — 52 368 доларів (медіана — 40 661). За межею бідності перебувало 27,9 % осіб, у тому числі 39,0 % дітей у віці до 18 років та 5,7 % осіб у віці 65 років та старших.
Цивільне працевлаштоване населення становило 2892 особи. Основні галузі зайнятості: освіта, охорона здоров'я та соціальна допомога — 27,8 %, виробництво — 16,4 %, роздрібна торгівля — 14,3 %.